# Finská demokratická republika
Finská demokratická republika (finsky: Suomen kansanvaltainen tasavalta, švédsky: Demokratiska Republiken Finland, rusky: Финляндская Демократическая Республика) byla sovětským loutkovým státem existujícím v období od prosince 1939 do března 1940. Byla zřízena během Zimní války mezi Sovětským svazem a Finskem na území Karélie, kterou předtím obsadila Rudá armáda. V čele státu byla prosovětsky orientovaná Finská lidově demokratická vláda, která se také nazývá podle místa, odkud, vládla vláda z Terijoki. V jejím čele stál finský komunista Otto Ville Kuusinen. Součástí systému byla také Finská lidová armáda, jejíž pluk se zúčastnil bitvy u Suomussalmi.

## Přecházející události
Samostatné Finsko vzniklo v prosinci 1917, kdy jeho parlament vyhlásil nezávislost na rozpadajícím se carském Rusku. Země se ale téměř okamžitě propadla do víru občanské války, ve které proti sobě stáli rudí (sociální demokraté podporováni ruskými bolševiky) a bílí (konzervativci podporováni Německým císařstvím). Krvavou válku výrazně ovlivnil Brestlitevský mír mezi sovětským Ruskem a Německem, ve kterém se musel Lenin zavázat, že z Finska stáhne veškeré své vojsko. Naopak císařská armáda provedla do země intervenci a rychle rudé gardy porazila. Finští komunisté následně hromadně emigrovali do Ruska, kde založili exilovou Komunistickou stranu Finska. Zbytek sociálních demokratů se vzdal revolučních myšlenek a pod vedením umírněného Väina Tannera se zapojil do politického dění v zemi. Z nezávislého Finska se v meziválečném období stala relativně prosperující demokratická republika, která byla po většinu času vedená konzervativními kabinety spolupracujícími se sociálními demokraty.

## Vznik a fungování státu
Naopak finské komunisty v sovětském Rusku krutě zasáhla tzv. Velká čistka. Mezi roky 1936—1938 jich nechal Stalin na 20 000 popravit, čímž je téměř zcela eliminoval. V srpnu 1939 byl v Moskvě podepsán mezi nacistickým Německem s Sovětským svazem tzv. Pakt Ribbentrop–Molotov, který mimo jiné vytyčil sféry vlivu ve východní Evropě. Finsko spadalo podle paktu do sovětské zóny a ten ho po zinscenovaném bombardování sovětského území (více Mainilský incident) 30. listopadu napadl. Hned druhé den války vznikla v obsazeném příhraničním městě Terijoki (dnes ruský Zelenogorsk) loutková vláda. Finští komunisté ale byly zcela zdecimování čistkou, a tak se podařilo do vlády najít pouze 6 vhodných osob, a to Sověti museli některé propustit z gulagu. Premiérem se stal Otto Ville Kuusinen. Vláda se prohlásila za provizorní a slíbila po přesunu do Helsinek svojí reorganizaci a začlenění dalších politických představitelů do svých struktur. Sovětský svaz okamžitě kabinet uznal jako jedinou vládu finského lidu a slíbil, že nebude požadovat vytvoření sovětů jako tomu bylo v Rusku. Stalinovi šlo pouze o to, aby mohl mezinárodně deklarovat, že není ve válce agresorem, ale pouze podporuje finskou vládu. Skutečným cílem Sovětů bylo zajištění bezpečnosti Leningradu, který v té době ležel u finských hranic. 

### Finská lidová armáda
Ozbrojeným křídlem nově vzniklé vlády byla tzv. Finská lidová armáda. Vznikla 11. listopadu 1939 a ač byla oficiálně pod velením vlády v Terijoki, prakticky byly jednotky včleněny do Leningradského vojenského okruhu. Do čela se postavil veterán bojů finské a španělské občanské války Fin Akseli Anttila, který byl povýšen na generálporučíka a dosazen do nově vzniklé vlády jako ministr obrany. Armáda byla rozdělena do dvou divizí, a to tankového pluku a stíhací letky, které doplňovaly další menší uskupení.
Zpočátku byly snahy vytvořit čistě finské jednotky a začal nábor mezi finskými komunisty, kteří bojovali v občanské válce. Další skupinou byli Finové, kteří pod vlivem propagandy, emigrovali z USA do Sovětského svazu a nestihli emigrovat zpátky. Celkové počty byly ale díky jejich likvidaci během Velké čistky velmi nízké. Vojáci tak nakonec byli národností kromě Finů i etničtí Rusové, Ukrajinci, Bělorusové, Karelové a Vepsové, ve většině sovětští občané. Na konci listopadu 1939 měla armáda stav 13 405 mužů, který následně stoupl až na 25 000 v únoru 1940. Ze začátku měly jednotky za úkol hlídky na dobitém území, likvidaci finských vojáků, kteří zůstali za frontou, a distribuci jídla civilnímu obyvatelstvu. Funkce armády byla pouze propagační, ale s přibývajícími porážkami Rudé armády se zapojily nakonec i jednotky lidové armády přímo do bojů. Během druhé světové války byla armáda součástí 71. střelecké divize a účastnila se tzv. Pokračovací války.

### Vztah se dalšími státy
Sovětská vláda uznala vládu v Terijoki okamžitě po jejím vzniku. Na oplátku hned první den své existence pronajali finští komunisté poloostrov Hanko Rudé armádě jako vojenskou základnu, vzdali se v sovětský prospěch pásu Karelské šíje a prodali mu ostrovy ve Finském zálivu společně s Rybářským poloostrovem. Sověti následně 2. listopadu podepsali smlouvu, ve které se zavázali předat Finům sice mnohem větší (zhruba 70 000 km²) ale hospodářsky zaostalé území východní Karélie. Další státy, které vládu uznaly, byly sovětské satelity, Mongolská lidová republika a Tuvinská aratská republika.
Nacistické Německo oficiálně vládu neuznalo, ale vyjádřilo jí podporu, a to hlavně kvůli paktu Ribbentrop–Molotov. Zbytek světa se postavil na stranu oficiální finské vlády v Helsinkách, i když žádnou výraznější pomoc neposkytl.
V samotném Finsku došlo proti agresi k nebývalému sjednocení napříč politickým spektrem a společenskými vrstvami. Selhání Společnosti národů a napadení Polska ze strany Sovětského svazu místo očekávaného boje s nacistickým Německem ukázalo Finům, že proti agresorovi jsou bez mezinárodní pomoci. I samotní místní komunisté se postavili ve zbraní v ruce proti útočící Rudé armádě. Podpora od dělnické třídy či případné povstání, v které doufali Sověti i premiér Kuusinen, se nedostavila.

## Složení vlády

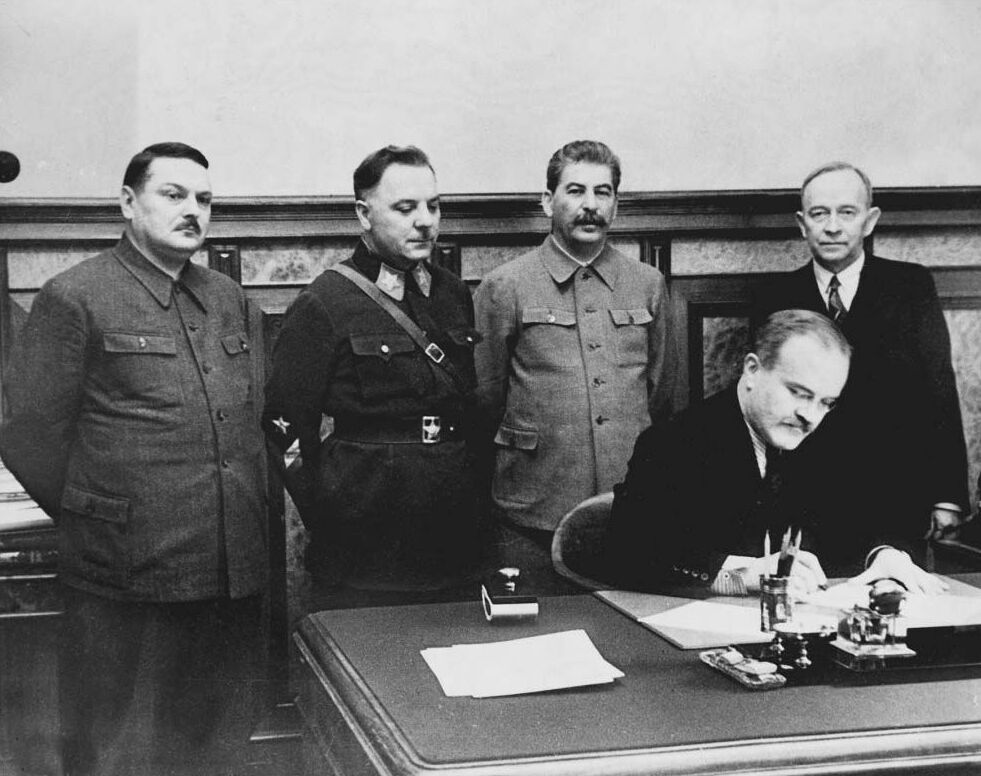
Vjačeslav Molotov podepisuje smlouvu mezi SSSR a Finskou demokratickou republikou. Otto Ville Kuusinen stojí zcela vpravo.

| Úřad                                                    | Období v úřadu          |
| ------------------------------------------------------- | ----------------------- |
| Předseda vlády a ministr zahraničí Otto Ville Kuusinen  | 2.12. 1939 – 12.3. 1940 |
| Místopředseda vlády a ministr financí Mauritz Rosenberg | 2.12. 1939 – 12.3. 1940 |
| Ministr obrany Akseli Anttila                           | 2.12. 1939 – 12.3. 1940 |
| Ministr zahraničí Tuure Lehén                           | 2.12. 1939 – 12.3. 1940 |
| Ministr zemědělství Armas Äikiä                         | 2.12. 1939 – 12.3. 1940 |
| Ministr školství Inkeri Lehtinen                        | 2.12. 1939 – 12.3. 1940 |
| Ministr pro záležitosti Karélie Paavo Prokkonen         | 2.12. 1939 – 12.3. 1940 |

## Zánik státu
Válka neprobíhala podle sovětských představ a houževnaté finské jednotky uštědřily Rudé armádě několik porážek. Sověti ale nakonec dokázali prorazit obranné linie a obsadit dvě třetiny Karelské šíje, čímž vznikl vytoužený ochranný pás kolem Leningradu. Příchod jarního tání, obrovské sovětské ztráty a materiální vyčerpání přivedlo nakonec obě strany k jednacímu stolu. Vláda v Terijoki se již sovětské agendě nijak nehodila, upadla v nelibost a nebyla přizvána k jednání do Moskvy. Zde byl 12. března 1940 podepsán tzv. Moskevský mír, který již Finskou lidově demokratickou vládu nijak nezmiňoval. Poslední zmínka o vládě samotné padla na konci března 1940 v Nejvyšším sovětu, kde byla označena za rozpuštěnou. Získané finské území společně se sovětskou Karélií bylo transformováno na Karelo-finskou sovětskou socialistickou republiku a bývalý premiér Kuusinen se stal předsedou prezidia jejího nejvyššího sovětu (1940–1956).